# Stibaera telharsa
Stibaera telharsa är en fjärilsart som beskrevs av William Schaus 1911. Stibaera telharsa ingår i släktet Stibaera och familjen nattflyn. Inga underarter finns listade i Catalogue of Life.